# Thierry d'Alsace
 (novembre 2008).
Pour les articles homonymes, voir Alsace (homonymie).
Thierry d'Alsace (vers 1099/1101 - † 17 janvier 1168 à Gravelines), fils du duc Thierry II de Lorraine (Thierry le Vaillant) (v.1055 - † 1115) et de Gertrude de Flandre (v.1070 - † 1117), elle-même fille du comte Robert Ier de Flandre dit le Frison et de Gertrude de Saxe.
Il est seigneur de Bitche (dates non connues) et comte de Flandre de 1128 à 1168.
Veuf en 1133 de Marguerite de Clermont-Beauvaisis (veuve de Charles le Bon), qui ne lui laisse qu’une fille,, il se remarie à son arrivée en Palestine avec Sibylle d'Anjou.

## Cours de sa vie

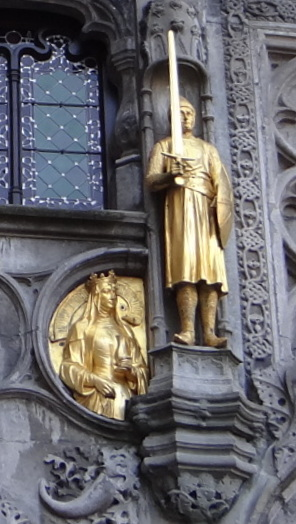
Basilique Saint-Sang -
Thierry d'Alsace et Sibylle d'Anjou.

Après le meurtre de Charles le Bon en 1127, il revendique le comté de Flandre en tant que petit-fils du comte Robert le Frison, mais le roi Louis VI, impose son protégé et beau-frère Guillaume Cliton, qui devient comte. Sa politique et son attitude à l'égard des libertés flamandes le rendent rapidement impopulaire auprès de ses villes, et dès la fin de l'année Bruges, Gand, puis Lille et Saint-Omer appellent et reconnaissent Thierry comme comte. Celui-ci n’hésite pas, gagne la Flandre à laquelle se rallie la partie impériale du comté, et engage la lutte contre Guillaume.
Sur requête de Louis VI, l’archevêque de Reims l’excommunie ; puis Louis VI assiège Lille, mais doit se retirer devant la menace anglaise (Henri Ier d’Angleterre, oncle de Guillaume, a transmis ses droits sur la Flandre à Thierry et le soutient). Thierry subit un échec à Tielt, puis au château d’Oostkamp et se réfugie à Bruges, qu’il doit fuir, pour gagner enfin la forteresse d’Alost, où Guillaume, aidé de Godefroid le Barbu et des Français, l’assiège. L’assaut aurait été donné si, le 27 juillet 1128, Guillaume Cliton n’avait trouvé brusquement la mort: Thierry est à présent seul comte.
En 1128, il inaugure son gouvernement à Gand puis se fait reconnaître de toutes les villes du comté ainsi que du roi d’Angleterre, qui fait prêter aux seigneurs anglais de Flandre l’hommage de vassalité à Thierry. Dès 1132 le nouveau comte prête hommage à Louis VI, et les entreprises de Baudouin IV de Hainaut, dernier prétendant au comté de Flandre, sont matées.
L’une des caractéristiques de la vie de Thierry est le nombre de ses voyages en Terre sainte où il se croise quatre fois. La première fois en 1139, après avoir établi de nouvelles règles de police dans le comté.
Arrivé en Palestine, il y trouve la discorde, et s’illustre lors de l’expédition victorieuse qu’il mène contre Césarée, ville fondée par le tétrarque Hérode Philippe II). Cette victoire va lui valoir la main de Sibylle d'Anjou, la première épouse répudiée de Guillaume Cliton, son prédécesseur à la tête du comté de Flandre. Sybille étant la fille de Foulques V d'Anjou, roi de Jérusalem, ce mariage fut prestigieux s’il en est. Il combat aux côtés de son beau-père Foulque V d'Anjou à l'invasion des collines de Gilead, une contrée montagneuse à l'est du Jourdain.
Il rentre rapidement en Flandre, pour intervenir dans les querelles autour du duché de Basse-Lotharingie. Thierry répond à l’appel du conseil de régence de Godefroid III et mate la révolte de deux seigneurs révoltés à Vilvorde ; le comte de Flandre reçoit alors l’hommage du duc de Brabant.
Thierry se croise à nouveau en 1147 et participe à la deuxième grande expédition en Orient. Il se signale au passage du Méandre et assiste à la grande assemblée tenue en 1148 à Ptolémaïs par le roi Louis VII, l'empereur Conrad III de Hohenstaufen et Baudouin III de Jérusalem, roi de Jérusalem. Il combat à la bataille d'Attalia et rejoint la même année, l'armée du roi Baudouin III à Acre.
Durant son absence, Baudouin IV de Hainaut envahit la Flandre ; la comtesse Sibylle, en couches, réagit fermement et fait ravager le Hainaut en réponse aux exactions commises par Baudouin en Artois. L’évêque de Reims s’entremet et une trêve est signée. De retour en 1150, Thierry se venge et bat Baudouin IV à Bouchain, qui avait pourtant obtenu l’aide du comte Henri Ier de Namur et de l’évêque de Liège, Henri II de Leez. Au cours de l’entrevue entre les deux comtes en vue d’une paix, Thierry donne sa fille Marguerite en mariage au fils de Baudouin IV, le futur Baudouin V de Hainaut.
En 1155 il fonde la Maison Notre-Dame de Douai.
Continuant sa politique matrimoniale, Thierry marie son fils aîné en 1156 à Élisabeth, fille et héritière du comte Raoul Ier de Vermandois. Reparti en Terre sainte l’année suivante avec cette fois son épouse, il en revient deux ans plus tard (1159) sans elle, celle-ci ayant désiré prendre le voile à Béthanie. Leur fils Philippe, ayant assuré sans mal le gouvernement du comté depuis leur départ, et est associé au pouvoir dès le retour de son père.
En 1164, il accorde leurs lois aux habitants de Nieuwpoort, puis repart en Palestine, le mirage oriental ne cessant d’exercer sur lui une fascination. Il accompagne le roi Amaury Ier de Jérusalem à Antioche et Tripoli. Après son dernier retour en 1166, il adopte comme sceau un arbrisseau portant des dattes, avec au revers une tête couronnée de lauriers.
Il meurt le 17 janvier 1168 à Gravelines et est enterré à l’Abbaye de Watten, près de Saint-Omer.

## Bilan de son gouvernement
Le gouvernement de Thierry a été modéré: il restaure une certaine paix intérieure, développant une administration comtale jusqu'alors embryonnaire. C’est aussi une ère de développement économique, d’expansion des terres cultivées par défrichage, et de fondation d’établissements commerciaux. Sous Thierry d’Alsace, par ailleurs, la Flandre connaît sa plus grande extension territoriale.
Il fut un croisé infatigable, ses quatre pèlerinages en témoignent.

## Descendance
Sa première épouse, Marguerite de Clermont ou (Swanhilde ?), meurt en 1133, laissant une seule fille, Laurette, qui fut mariée quatre fois :
1. Ivan, seigneur d'Alost ;
2. Henri II, duc de Limbourg ;
3. Raoul Ier, comte de Vermandois ;
4. Henri IV, comte du Luxembourg.

Laurette s'est finalement retirée à l'abbaye de Forest à Bruxelles, elle y meurt en 1170.
Thierry d'Alsace s'est remarié en 1139 avec Sibylle d'Anjou, épouse répudiée de Guillaume Cliton. Ils eurent 6 enfants :
1. Philippe d'Alsace (†1191) ;
2. Mathieu d'Alsace (†1173), marié à la comtesse Marie de Boulogne ;
3. Marguerite d'Alsace (†1194), mariée à Baudouin V, comte de Hainaut ;
4. Gertrude d'Alsace († v.1186), mariée au comte Humbert III de Savoie puis à Hugues d'Oisy, elle se retire en 1177 comme religieuse à Messines (Messen), Flandre occidentale, Belgique[5] ;
5. Mathilde (†1194), abbesse de Fontevraud ;
6. Pierre, évêque non consacré de Cambrai, marié à Mahaut de Bourgogne (†1176).

Le couple aurait également eu un enfant Baudouin qui aurait dû être l'aîné, mort en 1150 à Bergues Saint-Winoc.
Enfant probablement illégitime : Willelm Brohon, seigneur de Ravensberghe, mort avant 1167, marié à Christine de Sinneghem.